# Paul Theroux
Paul Edward Theroux (Medford, Massachusetts, 10 d'abril de 1941) és un escriptor estatunidenc de llibres de viatges i novel·les. La seua obra més coneguda és The Great Railway Bazaar (1975), un diari d'un viatge fet en tren, partint des de Gran Bretanya i travessant Europa occidental i oriental, Orient Mitjà, el sud d'Àsia, el sud-est d'Àsia i l'est d'Àsia fins a arribar al Japó, més el retorn al punt d'inici travessant Rússia. Tot i ser més conegut pels seus llibres de viatges, Theroux també ha publicat nombroses obres de narrativa, que han donat lloc a diverses adaptaciones cinematogràfiques. L'any 1981 rebre el James Tait Black Memorial Prize per la seua novel·la The Mosquito Coast.

## Biografia
Va nàixer a Medford, Massachusetts, fill d'una família catòlica, de pare francocanadenc i de mare italiana. El seu cognom francès prové de la regió dels departaments francesos de Sarthe i Yonne. És un cognom bastant corrent en els països de llengua francesa i la seua ortografia correcta francesa és Théroux. Després de finalitzar l'educació universitària a la Universitat de Massachusetts Amherst, va enrolar-se en els Cossos de Pau i va exercir de professor a Malawi des de l'any 1963 al 1965. Mentre vivia a Malawi, va ajudar a un oponent polític de Hastings Banda a fugir a Uganda, el que va provocar la seua expulsió del país i dels Cossos de Pau. Aleshores va traslladar-se a Uganda com a professor de la Universitat de Makererey. Durant la seua estada a la Universitat de Makerere, va començar la seua amistat amb V.S. Naipaul, llavors professor visitant, que s'estendria durant trenta anys. Durant la seua estada a Uganda, un avalot durant una manifestació va estar a punt de tombar el cotxe que conduïa la seua muller, llavors prenyada. L'incident va fer que Theroux decidira deixar Àfrica. Va traslladar-se a Singapur. Després de dos anys com a professor de la Universitat de Singapur, va traslladar-se a Anglaterra, primer a Dorset, i després cap al sud de Londres amb la seua muller i els seus dos fills petits.
Actualment, Theroux viu a Hawai‘i. Està casat amb Sheila Donnelly (des del 18 de novembre de 1995). Va estar casat amb Anne Castle des de l'any 1967 fins a l'any 1993. Té dos fills de la seua primera esposa – Marcel Theroux i Louis Theroux – ambdós escriptors i presentadors de televisió. Va manifestar que la seua (primera) muller va decidir posar noms francesos als fills intencionadament. En els seus llibres, Theroux sovint al·ludeix a la seua capacitat de parlar francès i italià.

## Obra literària
La seua primera novel·la, Waldo, va ser publicada durant la seua estada a Uganda i va obtenir un èxit moderat. En els anys immediatament posteriors va continuar publicant novel·les, incloent-hi Fong and the Indians i Jungle Lovers. Al seu retorn a Malawi molts anys després, va assabentar-se que aquesta darrera novel·la, ambientada en aquell país, encara estava censurada.
Abans d'instal·lar-se a Londres, l'any 1972, va fer un viatge èpic per tren, des de Gran Bretanya al Japó, anada i tornada. La narració d'aquest viatge va ser publicada sota el títol The Great Railway Bazaar, el seu major èxit com a escriptor de llibres de viatges, que ha esdevingut un clàssic del gènere. Des d'aleshores ha escrit altres llibres de viatges, incloent-hi un viatge en tren des de Boston a l'Argentina (The Old Patagonian Express), un viatge a peu per Anglaterra (el poc reeixit The Kingdom By The Sea), una visita a China (Riding the Iron Rooster), i un viatge des del Caire a Ciutat del Cap (Dark Star Safari). Com a escriptor de viatges és destacable en les seues riques descripciones de persones i llocs, amerades d'una ironia que de vegades s'ha confós amb una planera misantropia. Altra obra no de ficció destacable és Sir Vidia's Shadow, una narració de la seua amistat personal i professional amb el premi Nobel V. S. Naipaul que va acabar abruptament després de trenta anys.

## Controvèrsia
Theroux ha desconcertat ocasionalment els seus lectors incloent referències a si mateix, a la seua família i amics en algunes de les seues obres de ficció. A. Burgess, Slightly Foxed: Fact and Fiction, una narració publicada originalment al magazine de The New Yorker (7 d'agost de 1995), descriu un sopar a la casa de l'autor amb l'escriptor Anthony Burgess i un vulgar advocat que empipa a l'autor demanant-li que li presente al gran escriptor. "Burgess" arriba borratxo i es burla cruelment de l'advocat, qui es presenta a si mateix com "un admirador". La muller de l'autor, com la llavors muller de Theroux, s'anomena Anne, i barroerament es nega a ajudar amb el sopar. El magazine va publicar posteriorment una carta d'Anne Theroux en la qual negava que Burgess haguera estat mai invitat a casa seua i expressant la seua admiració per ell, perquè ella mateixa havia tingut l'ocasió d'estrevistar-lo per a la BBC: "Em vaig quedar estupefacta en llegir en el vostre número del 7 d'agost la narració... de Paul Theroux, en la qual un personatge amb el meu mateix nom deia i feia coses que jo mai no he dit ni he fet." Quan la narració va ser incorporada a la novel·la de Theroux, My Other Life (1996), el personatge de l'esposa va ser rebatejat amb el nom d'Alison, i les referències al seu treball en la BCC van ser elidides.
El càustic, a vegades, retrat que Theroux fa del premi Nobel V.S. Naipaul en el llibre Sir Vidia's Shadow (1998) és molt millor que l'anterior i efusiu llibre dedicat a Naipaul l'any 1972: V.S. Naipaul, an Introduction to His Work.
El 15 de desembre de 2005 el New York Times va publicar un article d'opinió de Theroux anomenat The Rock Star's Burden en el qual qualificaba Bono, Brad Pitt i Angelina Jolie de "mitomaníacs, persones que desitgen convèncer el món de llur importància." Theroux, que va viure a Àfrica com a voluntari dels Cossos de Pau i com a professor universitari, afegeix que "la impressió que Àfrica està condemnada i que només pot ser salvada a través de l'ajuda externa - per no esmentar els personatges famosos i els concerts benèfics - és un concepte destructiu i erroni."  Bono va respondre als seus crítics al Times Online, el 19 de febrer de 2006 qualificant-los de "malastrucs excèntrics que es limiten a contemplar el joc des de la grada. Molts d'ells no sabrien què fer si estigueren al camp. Constitueixen la facció de l'eterna oposició, de manera que mai no hauran de suportar la responsabilitat de les decisions perquè saben que no serien capaços de posar-les en pràctica." 

## Adaptacions cinematogràfiques
La novel·la Saint Jack, de 1973, sobre un afable proxeneta americà operant a Singapur durant la Guerra del Vietnam, va ser filmada per director Peter Bogdanovich (1979). La seua novel·la Doctor Slaughter va donar lloc a la pel·lícula, El carrer de la mitja lluna (1986). The Mosquito Coast també va inspirar la pel·lícula del mateix nom (1986). Chinese Box (1997), pel·lícula sobre la cessió britànica de Hong Kong a la República Popular de la Xina està basada parcialment en la novel·la de Theroux Kowloon Tong (1997).

## Novel·les
| - Waldo (1967) - Fong And The Indians (1968) - Murder In Mount Holly (1969) - Girls At Play (1971) - Jungle Lovers - Sinning With Annie (1972) - Saint Jack (1973) - The Black House (1974) - The Family Arsenal (1976) - The Consul's File - Picture Palace (1978) - A Christmas Card - London Snow - World's End (1980) |  | - The Mosquito Coast (1981) - The London Embassy (1982) - Half Moon Street (1984) - Doctor Slaughter (1984) - O-Zone (1986) - The White Man's Burden - My Secret History (1989) - Chicago Loop (1990) - Millroy The Magician (1993) - My Other Life (1996) - Kowloon Tong - Hotel Honolulu - Stranger At The Palazzo D'Oro - Blinding Light (2006) |

## Viatges i altres obres
- V.S. Naipaul, an Introduction to His Work (1972)
- The Great Railway Bazaar (1975)
- The Old Patagonian Express (1979)
- The Kingdom By The Sea (1983)
- Sailing Through China (1984)
- Sunrise With Seamonsters (1985)
- The Imperial Way (1985)
- Riding The Iron Rooster (1988)
- To The Ends Of The Earth (1990)
- The Happy Isles Of Oceania (1992)
- The Pillars Of Hercules (1995)
- Sir Vidia's Shadow (1998)
- Fresh Air Fiend (2000)
- Nurse Wolf And Dr. Sacks (2001)
- Dark Star Safari (2002)

## Altres escrits
- Theroux, Paul «Mr. Bones». The New Yorker, 17-09-2007.
- Theroux, Paul «Into the lion's den». Guardian Unlimited, 01-09-2001 [Consulta: 3 febrer 2007].(Review of Naipaul's "Half a Life")
- Theroux, Paul «America the Overfull». The New York Times, 31-12-2006 [Consulta: 3 febrer 2007].